# Wang Xing

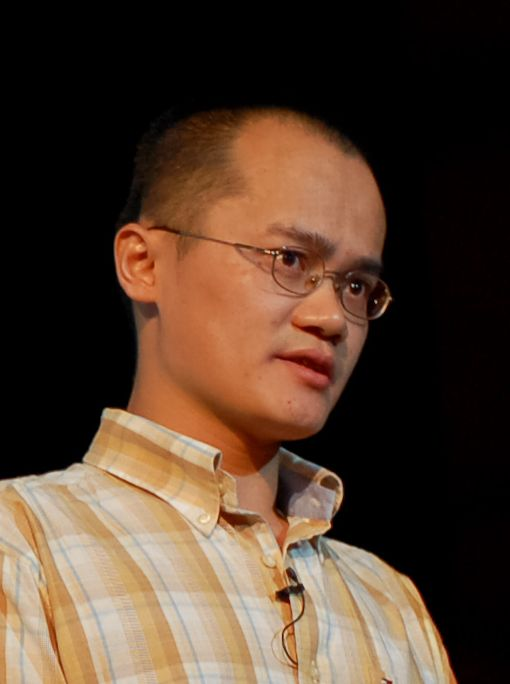
Wang Xing (2009)

Wang Xing (chinesisch: 王兴; * 18. Februar 1979 in Longyan) ist ein chinesischer Unternehmer und  Milliardär. Er ist der Vorstand von Meituan.
Wang wurde im Jahre 1979 in Longyan, Fujian, China geboren und absolvierte in 2001 an der Pekinger Tsinghua-Universität. Er gründete 2010 das Unternehmen „Meituan“, das sich 2015 mit „Dianping“ zu „Meituan-Dianping“ zusammenschloss.
Forbes erwähnte ihn im Jahre 2018 auf der „Forbes 40 under 40“-Liste auf den dritten Platz. Forbes schätzte sein Vermögen im April 2019 auf ungefähr 4,9 Mrd. US-Dollar.